# إيلين شيلدز
إيلين شيلدز (بالإنجليزية: Eileen Shields)‏ هي مصممة أيرلندية، ولدت في 1970.